# Hans-Walter Schmitt

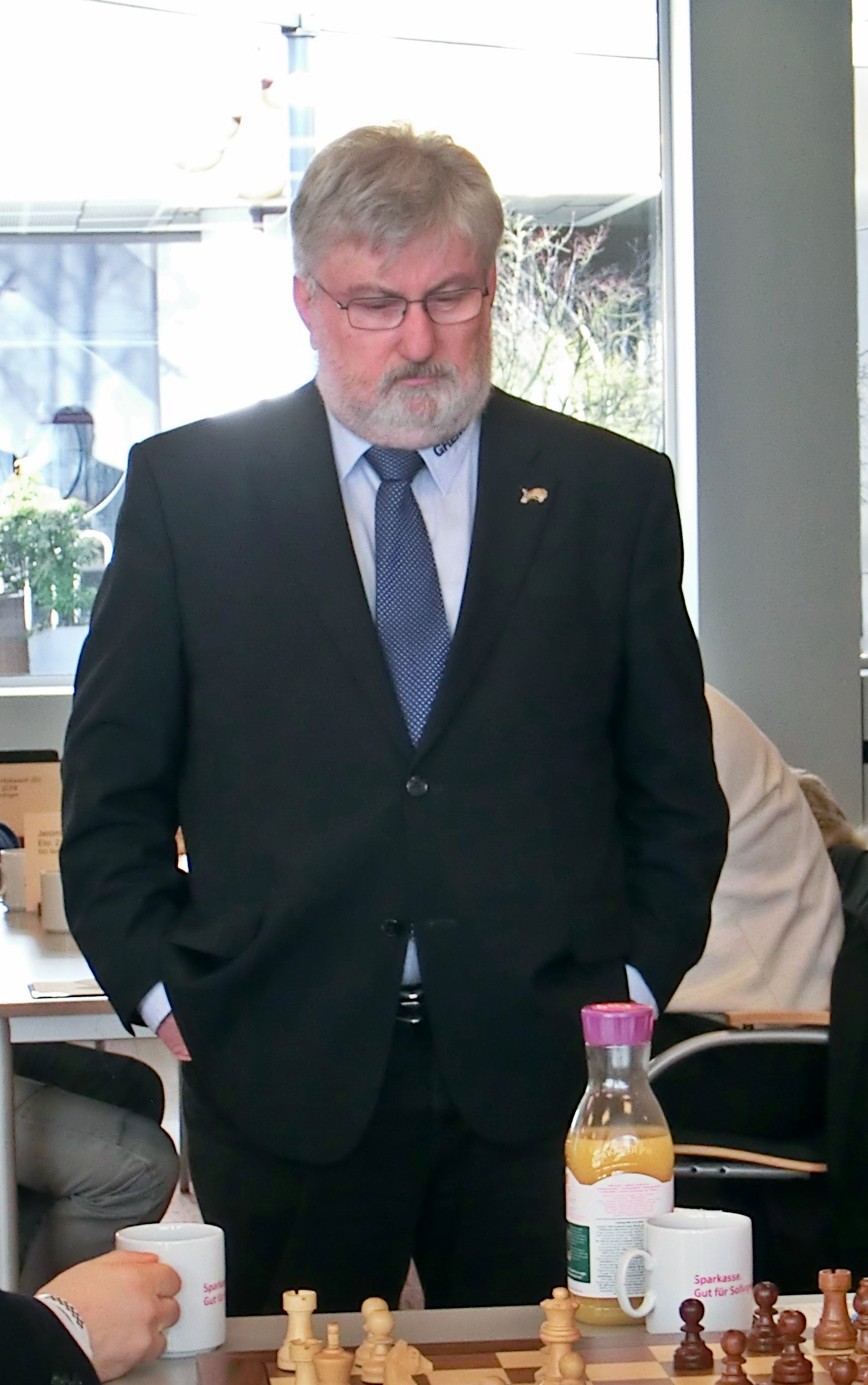
Hans-Walter Schmitt, 2014

Hans-Walter Schmitt (* 4. März 1952 in Oberzerf) ist ein deutscher Unternehmer, Manager und Schachorganisator.

## Werdegang
Hans-Walter Schmitt wurde 1952 als ältester Sohn einer Landwirtsfamilie geboren und wuchs gemeinsam mit einem Bruder und drei Schwestern in Oberzerf auf. Mit 14 Jahren fing er eine Lehre als Landmaschinenmechaniker an. Über den zweiten Bildungsweg machte er sein Abitur am technischen Gymnasium Frankfurt. 1974 begann er ebenfalls in Frankfurt ein Medizinstudium und absolvierte Physikum, sowie erstes und zweites Staatsexamen. Er entschloss sich gegen die Berufslaufbahn als Arzt, besuchte stattdessen die European Business School und beschäftigte sich am Control Data Institut u. a. mit Programm- und Systemanalyse. Später stieg er im Vertrieb bei Siemens in das Top Management auf. Hans-Walter Schmitt lebt mit seiner Frau Cornelia in Bad Soden am Taunus.

## Schachorganisator
Hans-Walter Schmitt hat die deutsche Schach-Szene über lange Zeit so geprägt wie kein anderer Organisator. Die Bandbreite seines Organisationstalents reicht von WM-Kämpfen und Großmeisterturnieren über die Unterstützung von Schachtalenten wie Vincent Keymer und Luis Engel bis hin zum systematischen Aufbau von Unterrichtseinheiten für die Nachwuchsförderung.
Bei den von ihm initiierten Chess-Classic-Wettbewerben, die von 1994 bis 2010 in Frankfurt am Main und Mainz ausgerichtet wurden, gab sich die Weltspitze die Klinke in die Hand.
Der von ihm am 9. September 1999 in Bad Soden mit gegründete Schachförderverein Chess Tigers wurde von Schmitt lange Jahre geleitet.
Schmitt ist Fan und Förderer der auf Bobby Fischer zurückgehenden Schachvariante Chess960 (Fischer Random Chess) und richtete in dieser Disziplin erstmals Weltmeisterschaften aus. Als er 2004 von der Inhaftierung Fischers in Japan hörte, gründete er eine "Free Bobby Fischer"-Initiative, startete eine Unterschriftenaktion unter den Großmeistern der Chess Classic Mainz und richtete einen Brief mit einem Hilfegesuch an den damaligen Innenminister Otto Schily.
Nach Beendigung der Chess Classics fokussierte sich Schmitt verstärkt auf die Nachwuchsförderung. Seit 2014 wird mit den Youth Classics alljährlich ein Turnier von überregionaler Bedeutung in Bad Soden am Taunus ausgerichtet.
Am 3. Oktober 2019 schloss Schmitt im Alter von 67 Jahren seine offizielle Karriere als Schachorganisator so ab, wie er sie vor einem Vierteljahrhundert in Bad Soden begonnen hatte: Im Rahmen zweier Simultans an jeweils 40 Brettern gegen Vincent Keymer und Viswanathan Anand, mit dem ihn eine enge Freundschaft verbindet.